# Vol Pacific Western Airlines 314
Le 11 février 1978, un Boeing 737-200 effectuant le vol Pacific Western Airlines 314, un vol intérieur régulier entre l'aéroport de Fort McMurray, en Alberta, et l'aéroport régional de West Kootenay, à Castlegar, en Colombie-Britannique, avec plusieurs escales prévues à Edmonton, Calgary et Cranbrook, a interrompu l'atterrissage à l'aéroport de Cranbrook/Rocheuses canadiennes, afin d'éviter d'entrer en collision avec un chasse-neige présent sur la piste. L'équipage a ensuite perdu le contrôle de l'appareil, qui s'est ensuite écrasé, faisant 43 victimes parmi les 49 passagers et membres d'équipage présents à bord.

## Avion et équipage
L'appareil impliqué est un Boeing 737-275, immatriculé C-FPWC et âgé de près de huit ans au moment de l'accident. Il est propulsé par deux turboréacteur à double flux de type Pratt & Whitney JT8D-9A.
Le commandant de bord est Chris Miles, 30 ans, qui travaille pour Pacific Western Airlines depuis 1967 et est devenu commandant de bord sur Boeing 737-200 10 ans plus tard, en 1977. Il totalise 5 173 heures de vol, dont 2 780 heures sur Boeing 737. 
Le copilote est Peter Van Oort, 25 ans, qui travaille pour la compagnie aérienne depuis 1971 et est devenu copilote sur 737 en 1977. Il est aussi expérimenté que le commandant Miles, avec 4 316 heures de vol, dont 2 735 sur Boeing 737

## Accident
Le vol 314 a quitté Calgary à 12 h 32 pour un vol estimé à 23 minutes vers Cranbrook ; cette estimation a été transmise à l'aéroport de Cranbrook par le contrôle aérien de Calgary. Cet aéroport n'avait pas de contrôle aérien et, bien qu'il disposait d'une station « aéro-radio » pour fournir des informations météorologiques et des conseils aux avions, il n'avait ni tour de contrôle, ni contrôleurs aériens. Comme il neigeait, l'opérateur des équipements de l'aéroport, Terry George, a été envoyé pour dégager la piste avec un chasse-neige, avant d'être rappelé hors de la piste peu avant l'arrivée du vol 314.
Alors qu'il s'approchait de l'aéroport, il neigeait et la visibilité était d'environ 1,2 km. L'opérateur radio de Cranbrook a informé Terry George de l'arrivée prévue du vol 314, à 13 h 05. L'équipage devait signaler l'approche en passant devant la balise « Skookum », ce qui donnerait un préavis d'environ sept minutes avant l'arrivée à Cranbrook. À 12 h 46, le vol 314 a contacté la station radio de Cranbrook et a reçu les dernières informations sur la météo et les conditions sur la piste. Une minute plus tard, l'opérateur radio de Cranbrook a informé le vol 314 qu'un chasse-neige était en train de déneiger la piste ; le copilote Van Oort a alors reconnu cela, en transmettant « 314, bien reçu ».
Lors de l'arrivée sur la piste 16 de l'aéroport de Cranbrook/Rocheuses canadiennes, à 12 h 55, soit 10 minutes avant l'heure d'arrivée estimée, le vol 314 a atterri à environ 800 pieds (240 m) du seuil de piste. Les pilotes n'ont pas vu le chasse-neige en raison de la mauvaise visibilité sur la piste. Le commandant Miles a mis les manettes des gaz au ralenti et a engagé la poussée inverse, en déployant les deux inverseurs de poussée, mais à peine quelques secondes plus tard, il aperçoit le chasse-neige à environ 300 m devant lui. 
Terry George, le conducteur du chasse-neige, a vu dans son rétroviseur le 737 venir droit sur lui et a désespérément fait une embardée pour s'écarter mais pas suffisamment à temps. Pour éviter une collision mortelle, le commandant a immédiatement désengagé l'inversion de poussée et les deux pilotes ont poussé les manettes des gaz à fond vers l'avant et ont tiré sur leurs manches pour remettre le 737 en montée, ils poussèrent si fort sur les manettes des gaz que le commandant Miles se fractura le pouce. L'appareil est passé à quelques mètres au-dessus du chasse-neige et a survolé la piste à une hauteur de 50 à 70 pieds (15 à 21 m).
Cependant, lorsque l'inversion de poussée a été annulée, l'avion a redécollé si rapidement que la vanne d'isolement hydraulique de l'inverseur de poussée du moteur gauche s'est refermée, coupant ainsi l'alimentation de l'actionneur, alors que les portes de l'inverseur n'étaient pas totalement refermées, avec la vanne d'isolement en position partiellement ouverte, au moment de la remise de gaz.
Environ six secondes après avoir fait le tour et à 1 200 m du seuil de piste 16, alors que l'altitude de l'avion passe de 300 à 400 pieds (91 à 122 m) et que la vitesse ascensionnelle augmente, les forces aérodynamiques ont provoqué le déploiement de l'inverseur de poussée du moteur gauche, conduisant à un violent mouvement de lacet vers la gauche, ce qui a rendu l'avion très difficile à contrôler. Le vol 314 se trouvait alors dans une configuration très dangereuse, avec une traînée élevée près du sol, une vitesse faible et un inverseur de poussée déployé.
Des éléments de preuve indiquent que le copilote Van Oort a enlevé sa ceinture de sécurité et s'est levé pour actionner l'interrupteur servant à neutraliser l'inverseur, ce qui rétablirait la pression hydraulique dans l'inverseur pour le fermer. Il a rentré les volets de 40° à 15°, mais le train d'atterrissage est resté verrouillé en position basse. Le copilote a réussi à ouvrir le bouchon de sécurité de l'interrupteur, mais le commandant Miles (peut-être en raison de la douleur intense liées à son pouce fracturé) a brusquement lâché le manche, déséquilibrant alors le copilote, qui n'a jamais pu actionné l'interrupteur.
Le vol 314 s'est incliné fortement vers la gauche, à une hauteur de 400 pieds (120 m). Dix secondes après avoir remis les gaz, le vol 314 s'écrase à gauche de la piste, avec une inclinaison de 90° sur la gauche et de 30° à piquer. Le 737 a été détruit lors de l'impact et de l'incendie qui a suivi, le cockpit et la queue de l'avion étant les seules parties reconnaissables après le crash.
Terry George a quitté son chasse-neige et s'est précipité vers le lieu de l'accident, avec deux pompiers. Ils ont retrouvé six survivants, dont une des trois hôtesses de l'air. Un autre survivant a été retrouvé dans la partie avant de l'avion, avec une grave blessure à la tête, mais il est décédé onze jours plus tard. Au total, 43 des 49 occupants du vol 314, dont le commandant Miles et le copilote Van Oort, ont été tuées dans l'accident. 

## Enquête
L'enquête sur l'accident a été menée par la Division des enquêtes sur la sécurité aérienne de Transports Canada et vérifiée par le Bureau d'examen des accidents aériens. L'enregistreur phonique (CVR) a été détruit lors l'incendie, mais l'enregistreur de données de vol (FDR) était utilisable, bien que certains paramètres soient illisibles. Les simulations de Boeing ont montré que l'avion était contrôlable avec un moteur en poussée inverse et au ralenti et l'autre à pleine poussée vers l'avant, avec une configuration train rentré et volets à 15°. Avec les volets à 25° et le train sorti, il n'était pas possible de maintenir le vol en palier. La remise des gaz aurait pu être réussie si les portes de l'inverseur de poussée du moteur gauche n'avaient pas été déployées.
L'enquête révèle également que le contrôle aérien de Calgary a commis une erreur majeure dans son calcul de l'heure d'arrivée du vol 314 à Cranbrook, ce qui a entrainé un conflit entre l'arrivée du 737 et le chasse-neige effectuant une opération de déneigement sur la piste. 
De plus, pour des raisons inconnues, l'équipage n'a pas effectué le passage habituel de la balise "Skookum", lors de l'exécution de l'approche finale, et a procédé à une approche directe vers la piste 16 sans signaler avoir dépassé la balise, ni que l'avion étaient en approche finale, ce qui n'a pas permis au contrôleur aérien de détecter l'erreur dans l'heure d'arrivée du vol, et de prévenir Terry George de l'arrivée imminente de l'appareil.